# Abraham Magni Sahlstedt
Abraham Magni Sahlstedt (Stockholm, 20 mei 1716 - Stockholm, 27 oktober 1776) was een Zweeds taalkundige, auteur en ambtenaar. Sahlstedt was de zoon van de hofpredikant Magnus Sahlstedt en Katarina Arosell. Hij studeerde in Uppsala. Hij schreef onder andere een biografie over Johan Helmich Roman en het woordenboek Svensk ordbok, efter det nu i tal och skrifter brukliga sätt.